# Parapophylia
Parapophylia es un género de escarabajos  de la familia Chrysomelidae. En 1922 Laboissière describió el género. Contiene las siguientes especies:
- Parapophylia cordicollis Laboissiere, 1924
- Parapophylia laeviuscula Laboissiere, 1922